# Primož Peterka
Primož Peterka () est un sauteur à ski slovène, né le 28 février 1979 à Domžale.

## Biographie
Il est licencié au club SK Triglav Kranj. Il apparaît dans la Coupe continentale durant la saison 1994-1995.
Âgé de seulement 16 ans, il fait ses débuts en Coupe du monde en 1996 sur le tremplin d'Innsbruck. Rapidement, il s'illustre individuellement en remportant deux concours cette même année. Il est aussi vice-champion du monde junior à Asiago derrière Michael Uhrmann.
Il se retrouve au sommet de la hiérarchie lors de la saison suivante, puis qu'avec 7 victoires à son tableau de chasse, il remporte le classement général de la Coupe du monde, parachevant son succès par une victoire dans la mythique Tournée des quatre tremplins, où il est le deuxième plus jeune vainqueur de l'histoire après Toni Nieminen. Moins dominateur, il parvient néanmoins à conserver son titre en 1998 à l'issue d'un long duel avec Kazuyoshi Funaki. Aux Jeux olympiques d'hiver de 1998, il est le porte-drapeau slovène et se classe cinquième et sixième en individuel.
À l'image d'autres champions précoces, Primož Peterka connaît ensuite une longue traversée du désert dont il n'émergera que lors de la saison 2002. Lors des Jeux olympiques disputés cette même année à Salt Lake City, il décroche, à la surprise générale, la médaille de bronze par équipe aux côtés de Robert Kranjec, Damjan Fras et Peter Zonta. Sur sa lancée, il ajoutera deux nouveaux succès à son palmarès la saison suivante, dont un à Garmisch-Partenkirchen, manche de la Tournée des quatre tremplins, pour se hisser au septième rang du classement de la Coupe du monde. Son compteur de victoires restera bloqué à 15 unités.
En baisse de résultat à partir de 2004, Primož Peterka n'en reste pas moins une des personnalités les plus populaires du monde du saut à ski. Tout de même, il remporte la médaille de bronze aux Championnats du monde 2005 à Oberstdorf sur l'épreuve par équipes.
Il prend sa retraite sportive finalement en 2011.

### Vie privée
Il s'est marié avec la miss Slovénie Ramata Bohinc, avec qui il a eu un fils.

## Palmarès

### Jeux olympiques
| Épreuve / Édition | Nagano 1998 | Salt Lake City 2002 | Turin 2006 |
| Petit tremplin    | 6e          | 10e                 | 30e        |
| Grand tremplin    | 5e          | 15e                 | 34e        |
| Par équipes       | 10e         | Bronze              | 10e        |

### Championnats du monde
| Épreuve / Édition | Épreuve / Édition | Trondheim 1997 | Ramsau 1999 | Val di Fiemme 2003 | Oberstdorf 2005 |
| Petit tremplin    | Petit tremplin    | 31e            | 22e         | 18e                | 32e             |
| Grand tremplin    | Grand tremplin    | 13e            | 36e         | 15e                | 24e             |
| Par équipes       | PT                |                |             |                    | Bronze          |
| Par équipes       | GT                | 6e             | 5e          | 6e                 | 4e              |

Légende : PT = petit tremplin, GT = grand tremplin.

### Championnats du monde de vol à ski
| Épreuve / Édition | Oberstdorf 1998 | Harrachov 2002 | Planica 2004 | Kulm 2006 | Oberstdorf 2008 |
| Individuel        | 6e              | 12e            | 31e          | 26e       | 28e             |
| Par équipes       |                 |                | 6e           | 5e        | 12e             |

### Coupe du monde
- 2 gros globes de cristal en 1997 et 1998.
- 1 petit globe de cristal :
  - Vainqueur du classement de Vol à Ski 1997.
- Vainqueur de la Tournée des quatre tremplins en 1997.
- 32 podiums individuels : 15 victoires, 10 deuxièmes places et 7 troisièmes places.
- 2 podiums par équipes, dont 1 victoire.

#### Victoires individuelles
| Année | Lieu |
| 1996  | Zakopane (Pologne), Falun (Suède) |
| 1997  | Kuusamo (Finlande), Harrachov (République tchèque), Garmisch-Partenkirchen (Allemagne), Engelberg x2 (Suisse), Kulm (Autriche), Falun (Suède) |
| 1998  | Zakopane (Pologne), Lahti (Finlande), Falun (Suède), Oslo (Norvège)                                                                           |
| 2003  | Kuusamo (Finlande), Garmisch-Partenkirchen (Allemagne)                                                                                        |

#### Classements généraux
| Compet'/Année | Compet'/Année | Classement général | Classement général |
| ------------- | ------------- | ------------------ | ------------------ |
| Compet'/Année | Compet'/Année | Class.             | Points             |
| 1996          | 1996          | 10e                | 670                |
| 1997          | 1997          | 1er                | 1402               |
| 1998          | 1998          | 1er                | 1283               |
| 1999          | 1999          | 27e                | 192                |
| 2000          | 2000          | 67e                | 13                 |
| 2002          | 2002          | 25e                | 180                |
| 2003          | 2003          | 7e                 | 805                |
| 2004          | 2004          | 45e                | 64                 |
| 2005          | 2005          | 34e                | 104                |
| 2006          | 2006          | 32e                | 151                |
| 2007          | 2007          | 81e                | 6                  |
| 2008          | 2008          | 40e                | 72                 |
| 2009          | 2009          | 47e                | 40                 |

### Championnats du monde junior
- Médaille d'argent en individuel en 1996.
- Médaille de bronze par équipes en 1996.